# Aymen Sliti
Aymen Sliti, né le 24 mars 2006 à Hengelo aux Pays-Bas, est un footballeur néerlando-tunisien qui évolue au poste d'ailier gauche au Feyenoord Rotterdam.

## Biographie

### Carrière en club
Né à Hengelo aux Pays-Bas, Aymen Sliti est d'origine tunisienne formé par le FC Twente puis le Feyenoord Rotterdam, où il commence sa carrière professionnelle en championnat des Pays-Bas,.
Il joue son premier match avec l'équipe première du club le 11 mars 2025, titularisé lors du match retour des huitièmes de finale de Ligue des champions, contre l'Inter Milan.

### Carrière en sélection
Aymen Sliti est international néerlandais junior jusqu'à l'équipe des moins de 19 ans à partir de septembre 2024, tout en étant également éligible pour la sélection tunisienne.